# ادیست
ادیست (به لاتین: Adiste) یک روستا در استونی است که در دهستان پولوا واقع شده‌است.